# Palača Schifanoia
Palača Schifanoia (italijansko Palazzo Schifanoia) je renesančna palača v Ferrari, Emilija - Romanja v Italiji, zgrajena za rodbino Este. Beseda "schifanoia" naj bi izhajala iz schivar la noia, kar dobesedno pomeni "pobegniti dolgočasju". To natančno opisuje prvotni namen palače in drugih vil v neposredni bližini, kjer se je sproščal in užival dvor plemiške rodbine Este. Vrhunci okrasja so alegorične freske s podrobnostmi v temperi, ki sta naslikala Francesco del Cossa in Cosimo Tura ali so bile naslikane po risbah Cosima Ture v letih 1469 in 1470 ter so izredno lepo ohranjene.
Palača je del vseh palač, namenjenih rodbini Este, vključno z:
- Delizia di Belriguardo v Voghieri
- Delizia del Verginese v Portomaggioreju
- Castello di Mesola v Mesoli
- Villa della Mensa v kraju Sabbioncello San Vittore
- Delizia di Benvignante pri Argenti, Italija

Palače Belfiore, ki je slovela po sobi Studiolo di Belfiore (s slikami muz), zdaj ni več, ostale pa so slike in jih hranijo v muzejih.

## Zgodovina
Palača je nastala kot enonadstropna zgradba brez strehe, zgrajena za Alberta V. d'Este (1385), majhna, namenjena umiku, večerjam in razvedrilu (delizia), nekakšna banketna hiša z urbano fasado in vrtom. Podobno kot rimska vila (villa suburbana) je palača Schifanoia precej zgodnejša vila, namenjena razvedrilu in uživanju, saj je bila zgrajena pred vilo Belvedere za papeža Nikolaja V. v renesančnem Rimu.
Leta 1452 je Borso d'Este dobil naslov vojvoda za cesarske fevde v Modeni in Reggiu Emilii, ki ga mu je podelil cesar Friderik III. Cikel fresk je nastal ob slovesni umestitvi Borsa d'Esteja za vojvodo Ferrare leta 1471, ko je vladal papež Pavel II. Freske prikazujejo veselje človeštva in narave, ki sta ga deležna zaradi dobrega vladanja vojvode, ki zagotavlja mir in blaginjo na ozemlju družine Este. Borso je arhitektu Pietru Benvenutu degli Ordiniju naročil oblikovanje vojvodskega stanovanja v zgornjem nadstropju, s čimer je zgradba dobila salon, primeren za predstavitve veleposlanikov in delegacij, ki je bila enakovredna upravni ureditvi Ferrare, nastanjeni v nekdanji Palazzo della Ragione (sodna palača), uničeni v drugi svetovni vojni. Palačo je pogosto uporabljala Marfisa d'Este, velika pokroviteljica umetnosti.
V  Dvorani mesecev (Salone dei Mesi) je povsem poganski ciklus mesecev Cosima Ture, ki predstavlja cikel leta kot alegorično tekmovanje z ustreznimi olimpskimi bogovi, ki nadzirajo nenavadne vozove, ki jih vlečejo živali, primerne za posamezno božanstvo, z ustreznimi personifikacijami iz ozvezdja zodiaka. Freske so okrog 1469–70 naredili obrtniki družine Este, večje figure temeljijo na risbah Cosima Ture, prikazujejo dela v letu in dejavnosti ferrarskega dvora pod budnim očesom Borsa d'Esteja, ki ga spremljajo astrološke figure. Oblikovala sta jih Francesco del Cossa in Ercole de'Roberti. Izvedena in izdelana shema alegoričnih predstavitev izhaja iz neposrednega kroga Borsa d'Este, morda dvornega astrologa Pellegrina Priscianija, saj je nekaj podrobnosti iz Boccaccievega dela  De genealogia deorum gentilium.
V Dvorani vrlin (Sala delle Virtù) je kipar Domenico di Paris v frizu naredil reliefe v štuku ali mavcu putov in simbolov kardinalskih in teoloških vrlin pod naslikanim stropom.
Fasada je bila prvotno okrašena z vencem navideznega zidu, njena površina je bila gladko obdelana in okrašena z geometrijskimi vzorci zelo barvitih imitacij marmorja, ki so se izgubili, in je bila nekoliko privlačnejša, a Borso d'Este tega ni želel. Bogata bela marmorna vhodna vrata so ohranjena, čeprav so njeni barvni odtenki izginili; nekateri umetnostni zgodovinarji jih pripisujejo slikarju Francescu del Cossiju, nekateri pa Biagiu Rossettiju. Nad obokanimi vrati, ki jih obkrožajo pilastri, so grbi družine Este in samorog, simbol ljubezni do vojvode in vir pokroviteljstva. Leta 1493 je bil dodan terakotni venec, delo Biagia Rossettija, ki ga je naročil Ercole I. d'Este, ki je podaljšal palačo.
Iz Dvorane mesecev je obiskovalec prišel naravnost v vrtove po mogočnem stopnišču iz poletne lože, ki je bila porušena v 18. stoletju. Ko je Este leta 1598 zapustil Ferraro, so palačo nasledili razni dediči, nazadnje družina Tassoni, ki so freske prebelili. V obdobju, ko je bila Ferrara del papeške države s habsburško garnizijo, je  postala tobačno skladišče in tovarna. Ko je palača Schifanoia prišla v posest ferrarske občine po prvi svetovni vojni, je bilo v dvorani razvidnih le še sedem mesecev.
Palača je del dediščine Ferrare, zanjo skrbi ferrarski muzej antične umetnosti (Musei Civici d'Arte Antica di Ferrara). V sobah iz 14. in 15. stoletja so zbirke starin, numizmatična zbirka in medalje, ki so jih izdelali Pisanello in drugi umetniki zgodnje renesanse ali quattrocenta za člane družine Este.